# Református templom (Őriszentpéter)
Őriszentpéter református temploma a város központi részén áll. Műemlékvédelmi törzsszáma 7986, KÖH azonosító száma 8904.

## Története
1790-ben, II. József türelmi rendelete után épült (az egyházközséget már 1783-ban létrehozták). Az orgonaház és a szószéket pár évvel a templom felépülte után készítették helyi mesterek.

## Az épület
A késő barokk stílusú épület egyhajós, téglalap alaprajzú. A bejárati homlokzat előtt magasodó torony földszintje nyitott, három oldalról félkörívben záródó bejáratokkal. A torony falait a kórus szintjén egy, a padlás szintjén három, a harangok szintjén négy, félkörívben záródó ablak töri át. Az órával kialakított főpárkány felett a tornyot gúlában végződő hagymasisak koronázza meg.

## Berendezése
Belső terét öt keskeny csehsüvegboltozat fedi, két rövidebb oldalán fa karzat áll. Az orgonaház és a szószék népies copf alkotás.

## Környezete
A templom kertjében 2006-ban emlékoszlopot állítottak az 1950-es években kitelepítettek áldozatok emlékezetére (id. és ifj. Palatkás József munkája).

## Hitélet
Istentisztelet minden vasárnap 10 órakor. Esküvőket egész évben tartanak.